# Joaquín Capilla
Joaquín Capilla Pérez (23. prosince 1928 Ciudad de México – 8. května 2010 tamtéž) byl mexický reprezentant ve skocích do vody. Získal čtyři olympijské medaile, což je nejvíce ze všech mexických sportovců: vyhrál skoky z desetimetrové věže na Letních olympijských hrách 1956, byl druhý na Letních olympijských hrách 1952 a třetí na Letních olympijských hrách 1948. V roce 1956 také získal bronzovou medaili ve skocích z třímetrového prkna. Na olympiádách v letech 1952 a 1956 byl vlajkonošem mexické výpravy. Na Panamerických hrách získal čtyři zlaté medaile, když v letech 1951 i 1955 vyhrál obě skokanské soutěže. V roce 1976 byl uveden do Mezinárodní plavecké síně slávy. Po ukončení sportovní kariéry vystudoval teologii, zemřel na srdeční zástavu ve věku 81 let. Skokanem do vody byl i jeho starší bratr Alberto Capilla.